# قبب
القُبَب  (في اليمن) هو نوع من جنس الصبر.